# Качка (деревня)
Качка — деревня в Пермском районе Пермского края. Входит в состав Усть-Качкинского сельского поселения.

## Географическое положение
Расположена на берегах реки Качка, примерно в 5 км к юго-востоку от административного центра поселения, села Усть-Качка.

## История
Деревня появилась в 1968 году в результате объединения деревень Верх-Качка, Нижняя Качка, Тюляки, Чичики, Салычи и Слободка.

## Население
| 2010 |
| ---- |
| 103  |

## Топографические карты
- Лист карты O-40-76 Юго-камский. Масштаб: 1 : 100 000. Состояние местности на 1983 год. Издание 1984 г.